# Agra (distrikt)

Agras läge i Uttar Pradesh och Indien

Agra är ett distrikt i den indiska delstaten Uttar Pradesh, och hade 3 620 436 invånare år 2001 på en yta av 4 027,0 km². Det gör en befolkningsdensitet på 899,04 inv/km². Den administrativa huvudorten är staden Agra. De största religionerna i distriktet är Hinduism (89,62 %) och Islam (8,94 %).

## Administrativ indelning
Distriktet är indelat i sex kommunliknande enheter, tehsils:
- Agra, Bah, Etmadpur, Fatehabad, Kheragarh, Kiraoli

## Städer
Distriktets städer är huvudorten Agra samt Achhnera, Agra (Cantonment Board), Azizpur, Bah, Dayalbagh, Dhanauli, Etmadpur, Fatehabad, Fatehpur Sikri, Jagner, Kheragarh, Kiraoli, Nainana Jat, Pinahat, Shamsabad och Swamibagh.
Urbaniseringsgraden låg på 43,30 procent år 2001.

## Ekonomi
I distriktet i stort är jordbruket viktigaste näring, med vete och ris som viktigaste grödor. 40 % av den allmänna omsättningen i distriktet härrör från industriverksamhet. Stora turistmål, särskilt Taj Mahal, har medfört att även turistbranschen drar in stora summor pengar till den lokala ekonomin.

## Sevärdheter
- Taj Mahal
- Agra Fort (norr om Agra)
- Fathepur Sikri (ligger söder om Agra)
- Keoladeo nationalpark
- Akbar den stores mausoleum